# Siltie
Siltie är en zon i Etiopien.   Den ligger i regionen Ye Debub Biheroch Bihereseboch na Hizboch, i den centrala delen av landet, 140 km söder om huvudstaden Addis Abeba.